# Georg Meier
Georg Meier (ur. 26 sierpnia 1987 w Trewirze) – niemiecki szachista, arcymistrz od 2007 roku. Aktualnie reprezentuje Urugwaj.

## Kariera szachowa
Zasady gry w szachy poznał w wieku 3 lat, w turniejach zaczął startować od 9. roku życia. W 2001 r. jego trenerem był Lew Gutman, a od 2002 r. współpracuje z Władimirem Czuczełowem.
W 2002 r. zdobył tytuł wicemistrza, a w 2003 r. – tytuł mistrza Niemiec juniorów do 16 lat. Pomiędzy 2002 a 2007 r. kilkukrotnie reprezentował narodowe barwy na mistrzostwach świata juniorów w różnych kategoriach wiekowych, najlepszy wynik osiągając w 2007 r. w Erywaniu, gdzie na MŚ do 20 lat zajął V miejsce. W tym samym roku wypełnił dwie arcymistrzowskie normy, podczas drużynowych mistrzostw Niemiec oraz rozegranych w Dreźnie indywidualnych mistrzostw Europy. W 2009 r. zajął XII m. w kolejnych mistrzostwach Europy i zdobył awans do turnieju o Puchar Świata, w I rundzie zwyciężając Tigrana L.Petrosjana, ale w II przegrywając z Maximem Vachierem-Lagrave.
Do innych jego indywidualnych sukcesów należą m.in.: dz. II m. w Waischenfeldzie (2005, za Peterem Wellsem, wspólnie z Micheilem Mczedliszwilim), I m. w Budapeszcie (2006, turniej First Saturday FS08 GM), II m. w Nancy (2009, za Pentalą Harikrishna), dz. I m. w Pampelunie (2009, wspólnie z Julio Grandą Zunigą, Viktorem Laznicką i Kiriłem Georgiewem), dz. I m. w Marrakeszu (2010, wspólnie z Andriejem Szczekaczewem) oraz I m. w Växjö (2015).
Wielokrotnie reprezentował Niemcy w turniejach drużynowych, m.in.:
- dwukrotnie na olimpiadach szachowych (w latach 2008, 2012)[6],
- na drużynowych mistrzostwach świata (w roku 2013)[7],
- trzykrotnie na drużynowych mistrzostwach Europy (w latach 2009, 2011, 2013); medalista: wspólnie z drużyną – złoty (2011)[8],
- trzykrotnie na turniejach o Puchar Mitropa (Mitropa Cup) (w latach 2005, 2006, 2007); medalista: wspólnie z drużyną – brązowy (2007)[9].

Najwyższy ranking w dotychczasowej karierze osiągnął 1 stycznia 2012 r., z wynikiem 2671 punktów zajmował wówczas 75. miejsce na światowej liście Międzynarodowej Federacji Szachowej, jednocześnie zajmując 2. miejsce (za Arkadijem Naiditschem) wśród niemieckich szachistów.